# Erzbischöfliches Exarchat Charkiw
Das Erzbischöfliche Exarchat Charkiw ist ein in der Ukraine gelegenes Erzbischöfliches Exarchat der ukrainischen griechisch-katholischen Kirche mit Sitz in Charkiw.

## Geschichte
Das Erzbischöfliche Exarchat Charkiw entstand am 2. April 2014 infolge der Teilung des Erzbischöflichen Exarchats Donezk-Charkiw in die Exarchate Donezk und Charkiw. Erster Exarch wurde Wassyl Tutschapez OSBM.
Das Erzbischöfliche Exarchat Charkiw umfasst die Oblaste Charkiw, Poltawa und Sumy. Aufseiten der lateinischen Kirche ist für diese und weitere Gebiete das Bistum Charkiw-Saporischschja zuständig.